# Hide-Out
Hide-Out (Brasil: Amor Que Regenera / Portugal: Dias Felizes) é um filme norte-americano de 1934, do gênero comédia dramática, dirigido por W. S. Van Dyke e estrelado por Robert Montgomery e Maureen O'Sullivan.
Refilmado em 1941, com o título de I'll Wait for You, estrelado por  Robert Sterling e Marsha Hunt e ditigido por Robert B. Sinclair.

## Sinopse
Lucky Wilson, criminoso ferido, esconde-se em pequena fazenda no Connecticut e cai de amores por Pauline Miller, que nada sabe de seu passado. Ele está furiosamente pronto a se defender caso a polícia apareça, mas Pauline vai amansando seu coração até que ele concorda em se entregar.

## Premiações
| Patrocinador                                  | Prêmio | Categoria                | Situação |
| --------------------------------------------- | ------ | ------------------------ | -------- |
| Academia de Artes e Ciências Cinematográficas | Oscar  | Melhor História Original | Indicado |

## Elenco
| Ator/Atriz          | Personagem               |
| ------------------- | ------------------------ |
| Robert Montgomery   | 'Lucky' Wilson           |
| Maureen O'Sullivan  | Pauline Miller           |
| Edward Arnold       | Detetive 'Mac' MacCarthy |
| Elizabeth Patterson | 'Ma' Miller              |
| Whitford Kane       | Henry Miller             |
| Mickey Rooney       | 'Willie' Miller          |
| C. Henry Gordon     | Tony Berrelli            |
| Muriel Evans        | Baby                     |
| Edward Brophy       | Detetive Britt           |
| Henry Armetta       | Shuman                   |
| Herman Bing         | Jake                     |
| Louise Henry        | Lilly                    |
| Harold Huber        | Doutor Warner            |